# Sally Beamish
Sally Beamish (Londres, 26 août 1956) est une compositrice et violoniste britannique. Ses œuvres comprennent de la musique de chambre, vocale, chorale et orchestrale. Elle a également composé pour le théâtre, le cinéma et la télévision, ainsi que des pièces pour les enfants et pour sa communauté locale.

## Biographie
Sally Beamish est née à Londres, le 26 août 1956, fille de Tony et Ursula Beamish. Elle étudie l'alto au Royal Northern College of Music, où elle reçoit l'enseignement d'Anthony Gilbert et Lennox Berkeley. Ensuite elle étudie en Allemagne avec le violoniste italien Bruno Giuranna.
En tant que violoniste du Raphael Ensemble, elle enregistre quatre disques consacrés aux sextuors à cordes. Cependant, elle est aussi compositrice et s’est fait connaître en particulier après avoir déménagé de Londres en Écosse. Elle a écrit de la musique pour orchestre, dont deux symphonies et plusieurs concertos (pour violon, alto, violoncelle, hautbois, saxophone, quatuor de saxophones, trompette, percussions, flûte et accordéon). Elle a également écrit de la musique de chambre et de la musique instrumentale, musique de film, musique de scène et de la musique destiné aux amateurs.
En septembre 1993 Sally Beamish a reçu le Prix de la fondation Paul Hamlyn pour ses exceptionnels travaux de composition. En 1994 et 1995 elle co-anime avec Peter Maxwell Davies le cours de composition avec le Scottish Chamber Orchestra (SCO) à Hoy.
De 1998 à 2002 elle est compositeur en résidence avec l'Orchestre de chambre suédois et le Scottish Chamber Orchestra, pour qui elle a écrit quatre œuvres majeurs.
Beamish remporte le Prix Creative Scotland du Scottish Arts Council (en) qui lui a permis d'écrire un oratorio pour le BBC Proms 2001 – la Knotgrass Elegy est créé par les chœurs et le BBC Symphony Orchestra avec Sir Andrew Davis.
En 2012, puis à nouveau en 2015, elle est présentée par la BBC Radio 3 comme Composer of the Week.
Une série de ses œuvres est enregistrée pour le label BIS Records.
Elle vit dans le Stirlingshire en Écosse et a trois enfants. Elle est quaker.

## Œuvres
- The Lost Pibroch (1991) pour le Scottish Chamber Orchestra
- Winter Journey (1996) et Mary's Precious Boy (1999) Une Nativité en musique pour les écoles maternelles et primaires
- Monster (1996), opéra basé sur la vie de Mary Shelley, commande du Brighton Festival et du Scottish Opera, sur un livret du romancier écossais Janice Galloway
- Black, White and Blue (1997) pour clavecin et quatuor à cordes : écrit pour le quatuor Smith
- Caledonian Road (1997), commande du Glasgow Chamber Orchestra
- The Day Dawn (1997), commande du Contemporary Music-Making for Amateurs
- No I'm Not Afraid (1998)
- Awuya (1998) pour harpe
- Four Findrinny Songs (1998)
- Sun and Moon (1999), un projet de ballet non publié pour les maternelles, chorégraphie de Rosina Bonsu
- The Imagined Sound of Sun on Stone (1999) pour saxophone soprano et orchestre de chambre
- River (2000), concerto pour violoncelle, inspiré de l'anthologie de 1983 de Ted Hughes[4]
- Knotgrass Elegy (2001) commande du BBC Proms
- Concerto pour alto no 2 'The Seafarer' (2001), commande des Swedish et Scottish Chamber Orchestras, création par Tabea Zimmermann et le Scottish Chamber Orchestra dirigé par Joseph Swensen. Répertoire des finalistes du concours international d'alto W. Primrose 2014.
- Concerto pour trompette pour Håkan Hardenberger et le National Youth Orchestra of Scotland, dirigé par Martyn Brabbins, joué aux Proms in 2003.
- Trance o Nicht (2004), concerto pour la percusionnsite Evelyn Glennie, créé à Tromsø lors du Northern Lights Festival
- Concerto pour flûte (2005), commande de l'Orchestre national d'Écosse, créé et enregistré par Sharon Bezaly en 2005
- Shenachie, musique de scène pour l'écrivain Donald Goodbrand Saunders, sur les Highlands d'Écosse, création à Gartmore en mai 2006.
- Under the Wing of the Rock (2006), concerto pour alto, pour Lawrence Power et le Scottish Ensemble.
- St. Catharine's Service (2006), Magnificat et Nunc Dimittis, commande du chœur du St Catharine's College, Cambridge.
- The Singing (2006), concerto pour accordéon et orchestre, commande du Festival de Cheltenham et de l'Orchestre symphonique de Melbourne avec Beryl Calver Jones et Gerry Mattock. Création par James Crabb et le Hallé Orchestra avec Martyn Brabbins au Festival de Cheltenham en 2006
- The Lion & the Deer (2007), cycle de poèmes persans du XIVe siècle, commande du The Portsmouth Grammar School[5]
- Suite pour violoncelle et orchestre (2007), commande de Steven Isserlis et de l'Orchestre de chambre de Saint-Paul
- Four Songs from Hafez (2007) pour ténor et piano (ou ténor et harpe). Commande de Leeds Lieder. Création en 2007 par Mark Padmore et Roger Vignoles à Leeds.